# Crowsnest Lake
Crowsnest Lake är en sjö i Kanada.   Den ligger i provinsen Alberta, i den södra delen av landet, 2 900 km väster om huvudstaden Ottawa. Crowsnest Lake ligger 1 370 meter över havet.
Trakten runt Crowsnest Lake består i huvudsak av gräsmarker. Runt Crowsnest Lake är det glesbefolkat, med 13 invånare per kvadratkilometer.